# 電子旅遊許可 (英國)
電子旅遊許可（英語：Electronic Travel Authorisation），是英國的一項為免簽證外國旅客安排的一項預先登記機制，旨在加強邊境安全及提高通關效率。
所有非持有英國國籍及愛爾蘭國籍的遊客或過境人士在抵英前，需要事先於網上提交申請表並通過保安審查，方獲發電子旅遊許可。沒有電子旅遊許可的免簽旅客將不會被允許入境英國。
電子旅遊許可的有效期為兩年或直至申請者護照到期為止（以較早者為準），而持有人可以在有效期內多次入境。

## 歷史
2021年12月9日，保守黨籍內政大臣彭黛玲向國會提交《國籍及邊境法令草案》，當中包括訂立一個名為「電子旅遊許可」的機制，要求所有進入英國的人士要事先取得批准；政府認為該機制可協助政府提前知悉抵英旅客的背景，並阻止對英國構成威脅的人士入境。法案最終獲國會兩院通過，並在2022年4月28日生效。
2023年3月9日，英國政府宣布計劃推出電子旅遊許可的計劃，以取代針對海灣阿拉伯國家合作委員會成員國國民的電子簽證豁免計劃（Electronic Visa Waiver）。同時，政府亦計劃在初期階段向約旦國民開放申請該計劃，並稍後擴展其他免簽證入境英國的外國人。
2023年6月6日，英國內政部宣布電子旅遊許可的申請費用為每人10鎊。
2023年10月25日，電子旅遊許可系統開始接受卡塔爾國民的申請，適用於2023年11月15日或之後的入境旅客；2024年2月1日，該系統亦開始接受其他海灣合作委員會成員國及約旦國民的申請，適用於2024年2月22日或之後的入境旅客。
2024年9月10日，英國政府指控有大量約旦護照持有人濫用電子旅遊許可，並將該國國民剔出電子旅遊許可計劃的適用範圍。根據英國政府聲明，自2024年2月放寬簽證制度以來，約旦國民赴英人數顯著上升，其中部分人從事不符合訪客及電子旅遊許可條款的活動，例如定居、工作及申請庇護等。
英國內政部進一步宣布，自2024年11月27日起，非歐洲免簽證國家國民可申請電子旅遊許可，並自2025年1月8日起需要持有該許可方可入境英國。歐洲免簽證國家國民則可自2025年3月5日開始申請電子旅遊許可，並自2025年4月2日起必須持有該許可方可入境。

## 申請資格

### 適用範圍
自2025年4月2日起，持有以下國家或地區國籍的免簽證旅客在前往英國時，需要申請英國電子旅遊許可：
- 安道尔
- 安地卡及巴布達
- 阿根廷
- 奥地利
- 巴哈马
- 巴林
- 比利时
- 巴西
- 保加利亚
- 加拿大
- 智利
- 賽普勒斯
- 捷克
- 丹麦
- 爱沙尼亚
- 芬兰
- 法國
- 德国
- 希腊
- 格瑞那達
- 香港
- 匈牙利
- 冰島
- 以色列
- 義大利
- 日本
- 基里巴斯
- 科威特
- 拉脫維亞
- 列支敦斯登
- 立陶宛
- 盧森堡
- 澳門
- 馬爾他
- 马来西亚
- 馬爾地夫
- 马绍尔群岛
- 模里西斯
- 墨西哥
- 密克羅尼西亞聯邦
- 摩納哥
- 瑙鲁
- 新西兰
- 荷蘭
- 尼加拉瓜
- 挪威
- 阿曼
- 帛琉
- 巴拿马
- 巴拉圭
- 秘魯
- 波蘭
- 葡萄牙
- 羅馬尼亞
- 圣基茨和尼维斯
- 圣卢西亚
- 萨摩亚
- 圣马力诺
- 沙烏地阿拉伯
- 塞舌尔
- 新加坡
- 斯洛伐克
- 斯洛維尼亞
- 所罗门群岛
- 西班牙
- 瑞典
- 瑞士
- 臺灣
- 美国
- 阿联酋
- 乌拉圭
- 梵蒂冈

### 豁免範圍
任何人只要符合下列任何一種資格，則無須領取電子旅遊許可進入英國：
- 英國公民
- 英籍人士，並具有英國居留權
- 英國海外領土公民
- 英國國民（海外）[15]
- 英國海外公民[15]
- 受英國保護人士[15]
- 愛爾蘭公民（但受到英國驅逐令、禁止入境決定或國際旅行禁令限制者除外）
- 持有進入英國的入境許可或停留許可（例如簽證或居留許可）的人士
- 不受英國移民管制的人士
- 愛爾蘭居民（只限從共同旅行區（包括愛爾蘭、根西島、澤西島及馬恩島）的其他地區出發前往英國）

## 申請流程

### 申請程序
電子旅行許可可以透過英國政府網站或的手機應用程式進行申請。每位旅客（包括兒童和嬰兒）均須擁有各自的電子旅行許可。
申請英國電子旅行授權的人士需要：
1. 上傳或拍攝護照的照片
2. 掃描護照（如果護照包含電子晶片且手機裝置可以讀取）
3. 掃描臉部（9歲或以下的兒童除外）
4. 上傳或拍攝申請者本人的照片
5. 回答所需問題，包括地址、職業、刑事定罪記錄及所持有的其他國籍
6. 提供具有監護權人士的聯絡資料（如果申請者未滿18歲）

除此之外，每項申請需要向英國政府支付10鎊的費用。

### 審查程序
申請者的資料將上載至英國的保安數據庫進行比對。如果系統未發現申請者有不良記錄，旅行授權將自動獲批；否則，申請將轉交相關官員進一步決定是否批出許可。申請結果會通過電子郵件發送給申請者，通常在3個工作天內可得悉審批結果。

## 爭議

### 北愛爾蘭旅遊業
在電子旅遊許可計劃推行初期，北愛爾蘭旅遊業聯盟（Northern Ireland Tourism Alliance）表示該計劃會對當地旅遊業帶來嚴重影響，預測來自歐洲及北美的旅客數量將減少25%。該組織指出，約60%進入北愛爾蘭的旅客會同時到訪愛爾蘭，擔心ETA收費要求可能會令導致旅客不再將北愛爾蘭納入行程，進一步削弱當地旅遊業的收入。
北愛爾蘭經濟部部長康納·墨菲警告，該項制度可能令到訪的國際旅客人數減少，並對當地經濟造成負面影響。他認為其繁瑣的手續和費用會令海外旅客卻步，而2025年夏季在波特拉什舉行的高爾夫球公開賽等盛事活動將會首當其衝。

### 申請系統混亂
根據《棱角》及《明報》報道，有持特區護照的香港人在申請過程中，網上系統會自動將申請人的國籍及護照發出地設為「中國籍」及從「中國」出發，並在手動更改為「香港特區」後則顯示不符合申請資格，要以「中國」才可繼續申請程序。英國內政部回覆《明報》查詢時，強調系統按國際標準讀取護照及核實申請人的國籍，並指會積極審查申請內容及盡可能消除任何困惑。
Kingsley Napley律師行合夥人指出，當電子旅遊許可計畫於2025年4月正式適用於歐洲旅客時，系統可能面臨更大的壓力。她引述英國內政部的數據指出，每年預計將有高達3,000萬人申請ETA，即使僅有1%的申請因問題被轉入簽證系統，該系統也可能因超負荷運行而陷入困境，導致長時間的排隊和申請積壓情況等「災難性後果」。英國邊境事務處及相關跨境運輸公司表示目前未出現廣泛混亂的證據，但承認有美國旅客因未獲知電子旅遊許可要求而在機場被拒登機。

### 英國國民（海外）身份
「蘇格蘭香港人」創辦人郭子健於2024年12月在英國國會聯署網站發起聯署，要求英國政府豁免持英國國民（海外）護照的香港人毋須申請電子旅遊許可。他在聯署聲明中表示，該入境要求會令英國國民（海外）人士的待遇與持有其他英國國籍人士有別，稱此舉會「侵犯人權及為製造不必要的障礙」。2025年1月3日，移民及公民事務部長西瑪·馬爾霍特拉在書面回覆議員質詢時表示，內政部正在檢視英國國民（海外）人士的登記要求，並適時向下議院彙報任何政策修訂。
2025年3月5日，移民及公民事務部長西瑪·馬爾霍特拉向上議院議員奧爾頓勳爵的回信中確認，英國國民（海外）護照持有人毋須申請電子旅遊許可即可入境，而內政部將盡快修改移民規則。信件中強調，這次決定基於英國國民（海外）社群與英國的緊密連繫，以及英國對他們所作出的歷史承諾。

## 另見
- 英國簽證政策
- 歐洲旅行信息和授權系統
- 加拿大電子旅行證
- 美國旅遊許可電子系統

## 相關連結
- 官方網站